# Shiyali Ramamrita Ranganathan
Shiyali Ramamrita Ranganathan (tàmil: சீர்காழி இராமாமிருதம் அரங்கநாதன்)  (Sirkazhi, 9 d'agost de 1892 - Bangalore, 27 de setembre de 1972), més conegut com a S.R.Ranganathan, fou un matemàtic i bibliotecari de l'Índia. És conegut per haver publicat les Cinc lleis de la biblioteconomia i la Classificació Ranganathan. És considerat un dels pares de la biblioteconomia. El seu aniversari se celebra tots els anys com el Dia Nacional de la Biblioteca a l'Índia.

## Biografia
Ranganathan va ser professor de matemàtiques a la Universitat de Madràs. Més tard va obtenir la plaça de bibliotecari d'aquesta universitat i se li va encomanar la tasca d'organitzar els fons de la seva biblioteca. Per tal d'ampliar la seva formació bibliotecària va ser enviat a estudiar les més modernes tècniques al University College London, l'únic lloc de la Gran Bretanya en el qual, en aquelles dates, era possible seguir estudis universitaris de biblioteconomia. En els seus estudis va aplicar la seva mentalitat matemàtica, interessant-se per la qüestió de les classificacions bibliotecàries. Aviat va ser conscient de les debilitats del sistema decimal, exemplificat en la Classificació Decimal de Dewey, (DDC). Per solucionar-ho va desenvolupar el seu cèlebre sistema classificatori, que va perfeccionar al seu retorn a Madràs. Es tracta del primer sistema de classificació basat en el principi analític-sintètic.
Com a conseqüència de la seva estada a la metròpoli, Ranganathan va prendre consciència de la immensa importància de les biblioteques per al desenvolupament cultural i educatiu dels pobles, i al seu va tornar a l'Índia va fundar la Madras Library Association, i alhora ha advocat de manera incansable per la creació de biblioteques públiques arreu del territori i per la creació d'una biblioteca nacional al seu país.
Després de vint anys com a bibliotecari a Madràs, es va veure abocat a renunciar al seu lloc per divergències amb la direcció de la Universitat. El 1945 va acceptar un lloc de professor de biblioteconomia en Banaras Hindu University de Benarés.
De 1944 a 1953 va dirigir la Indian Library Association i, després d'una estada de dos anys a Zúric que li va servir per a desenvolupar els seus vincles amb la biblioteconomia europea i difondre el seu sistema de classificació, va tornar a Bangalore des d'on va contribuir decisivament al desenvolupament dels estudis teòrics de biblioteconomia i documentació a l'Índia. El seu major assoliment va ser la creació del documentació lliure Research and Training Centre de Bangalore en 1962, del que va ser director honorari durant cinc anys. Com a reconeixement a la seva meritòria tasca, el 1965 va ser honrat pel Govern del seu país amb el títol de National Research Professor.
El 1972, va morir com a resultat de les complicacions d'una bronquitis.

## LaColon classification
Està basada en l'ús de facetes i el seu nom prové de l'ús del caràcter ":", colon en anglès. El seu ús està difós sobretot a l'Índia, trobant una barrera molt important a la seva implantació per la seva relativa complexitat.
La Colon Classification utilitza 42 classes principals que es combinen amb altres lletres, nombres i marques.
A més fa servir cinc categories primàries, les facetes, per precisar millor la classificació d'un document, és el que es coneix com a 'PMEST'.
- Personalitat
- Matèria
- Energia
- Espai
- Temps

Un exemple podria ser el següent: "Investigació en la cura de la tuberculosi pulmonar mitjançant raigs X, realitzada a l'Índia en la dècada de 1950":
Que traduïda seria L, 45; 421: 6; 253: f.44'N5

## Les cinc lleis de la biblioteconomia
A més de la seva famosíssima classificació, la seva altra gran aportació teòrica al camp de la biblioteconomia i la documentació, que l'ha fet universalment conegut en aquest camp, va ser la formulació de les seves cinc cèlebres lleis:
1. Els llibres són per fer-se servir.
2. A cada lector, el seu llibre.
3. A cada llibre, el seu lector.
4. Estalvieu temps als lectors.
5. La biblioteca és un organisme en creixement.

Des de la seva formulació en 1931, aquestes lleis han influït notablement en l'evolució de la disciplina bibliotecària i s'han convertit en un sòlid referent moral per a tots els professionals de les biblioteques.